# Dasyloricaria filamentosa
Dasyloricaria filamentosa és una espècie de peix de la família dels loricàrids i de l'ordre dels siluriformes.

## Morfologia
- Els mascles poden assolir 26 cm de longitud total.[1][2]

## Alimentació
Menja algues.

## Hàbitat
És un peix d'aigua dolça i de clima tropical.

## Distribució geogràfica
Es troba a Sud-amèrica: conca del riu Magdalena i, possiblement també, la del riu Catatumbo.